# Hyles latefasciata
Hyles latefasciata är en fjärilsart som beskrevs av Schultz. 1911. Hyles latefasciata ingår i släktet Hyles och familjen svärmare. Inga underarter finns listade i Catalogue of Life.